# Oncostoma
Oncostoma es un género de aves paseriformes perteneciente a la familia Tyrannidae que agrupa a dos especies nativas de la América tropical (Neotrópico), donde se distribuyen desde el sur de México, por América Central hasta el norte de Colombia en América del Sur. A sus miembros se les conoce por el nombre popular de mosqueritos piquicurvos, y también picocurvos, piquicurvos o picotorcidos.

## Etimología
El nombre genérico masculino «Oncostoma» se compone de las palabras del griego «onkos» que significa ‘peso’, y «stoma, stomatos» que significa ‘boca’; en referencia al pico robusto de las especies del género.

## Características
Las dos especies de este género son pequeños tiránidos midiendo alrededor de 9 cm de longitud, oliváceos en general, y que se caracterizan por su exclusivo pico bastante grueso y curvado para abajo. Ningún Hemitriccus, con los cuales se asemejan de forma general, tiene un pico tan diferenciado.

## Lista de especies
Según las clasificaciones del Congreso Ornitológico Internacional (IOC) y Clements Checklist], agrupa a las siguientes especies:
| Imagen | Nombre científico       | Autor                | Nombre común                  | Estado de conservación | Distribución |
| ------ | ----------------------- | -------------------- | ----------------------------- | ---------------------- | ------------ |
|        | Oncostoma cinereigulare | (P.L. Sclater, 1957) | mosquerito piquicurvo norteño | LC                     |              |
|        | Oncostoma olivaceum     | (Lawrence, 1862)     | mosquerito piquicurvo sureño  | LC                     |              |

## Taxonomía
Los amplios estudios genético-moleculares realizados por Tello et al. (2009) descubrieron una cantidad de relaciones novedosas dentro de la familia Tyrannidae que todavía no están reflejadas en la mayoría de las clasificaciones. Siguiendo estos estudios, Ohlson et al. (2013) propusieron dividir Tyrannidae en cinco familias. Según el ordenamiento propuesto, Oncostoma pertenece a la familia Rhynchocyclidae Berlepsch, 1907, en una nueva subfamilia Todirostrinae Tello, Moyle, Marchese & Cracraft, 2009 junto a Taeniotriccus, Cnipodectes, Todirostrum, Poecilotriccus, Myiornis, Hemitriccus, Atalotriccus y Lophotriccus. El Comité de Clasificación de Sudamérica (SACC) aguarda propuestas para analisar los cambios.